# 林時彦
林 時彦（はやし ときひこ、1954年〈昭和29年〉5月3日 - ）は、日本の政治家。兵庫県丹波市長（2期）。元丹波市議会議員（3期）。

## 来歴
兵庫県春日町（現・丹波市春日町黒井）生まれ。春日町立黒井小学校（現・丹波市立黒井小学校）、春日町立明徳中学校（現・丹波市立春日中学校）、兵庫県立柏原高等学校卒業。1979年（昭和54年）3月、明治大学商学部卒業。同年4月、林建設に入社。
1994年（平成6年）、林建設代表取締役に就任。
2008年（平成20年）11月の丹波市議会議員選挙に立候補し初当選。2018年（平成30年）12月、議長に就任。
2020年（令和2年）9月30日、任期満了に伴う丹波市長選挙に立候補する意向を表明。同日、議長を辞任。同年11月15日に行われた市長選挙に、市が示す統合庁舎整備計画の凍結と、新型コロナウイルス対策として全市民への5万円給付案を公約に掲げ立候補。自民党・公明党の推薦を受けた現職の谷口進一、元県職員の岩崎政義を破り初当選した。12月5日、市長就任。
※当日有権者数：52,902人 最終投票率：65.35%（前回比：－2.69pts）
| 候補者名 | 年齢 | 所属党派 | 新旧別 | 得票数   | 得票率 | 推薦・支持                 |
| -------- | ---- | -------- | ------ | -------- | ------ | -------------------------- |
| 林時彦   | 66   | 無所属   | 新     | 18,044票 | 53.21% |                            |
| 谷口進一 | 67   | 無所属   | 現     | 14,817票 | 43.70% | （推薦）自由民主党・公明党 |
| 岩崎政義 | 65   | 無所属   | 新     | 1,048票  | 3.09%  |                            |

2024年（令和6年）11月17日の市長選挙で兵庫教育大学大学院客員教授の岸田隆博、元市議で早稲田大学大学院非常勤講師の小橋昭彦、元市議の前川進介、2度目の挑戦の岩崎を破り再選。上位3人の得票差は303票だった。※当日有権者数：50,336人 最終投票率：66.18%（前回比：+0.83pts）
開票結果は、当選 林時彦（70歳）無所属 現 8,638票（26.42%）、岸田隆博（66歳）無所属 新 8,339票（25.51%）、小橋昭彦（59歳）無所属 新 8,335票（25.50%）、前川進介（46歳）無所属 新 6,713票（20.54%）、岩崎政義（69歳）無所属 新 665票（2.0%）だった。

## 5万円給付公約問題
2020年（令和2年）11月の市長選で林時彦は、市役所統合庁舎の整備計画を凍結し、代わりに市が積み立ててきた庁舎整備事業基金約22億3400万円を主な財源とするとして「全市民へ5万円を配る」と主張。5万円給付の公約は注目を集め、当選を果たした。
ところが2021年（令和3年）1月5日、「コロナ第3波が来て状況が変わった。今後の対策のためにも財源を確保しておく必要がある」として、「全市民5万円給付」を「商品券2万円」に変更すると述べたことが報道により明らかとなった。
同年1月13日、市議会一般質問で小橋昭彦市議は、政府が進める「EBPM（証拠に基づく政策立案）」の重要性を強調。「商品券2万円」案の根拠を林時彦に質問すると、林時彦は「2万人近くの市民と話した」と答弁した。小橋は「それは根拠とは言わない」と食い下がり、そのため議事進行が一時中断した。1月19日、全市民に2万円分の商品券を交付する事業を盛り込んだ一般会計補正予算案は、市議会本会議で否決された。賛否は同数になり（丹波市議会の定数は20人）、最終的に藤原悟議長の裁決で決まった。商品券交付事業に充てる予定だった、国の地方創生臨時交付金のうち約3億5千万円は、年度内に別途事業化しなければ国に返す必要があることが公にされた。
同年6月2日、2万円の商品券を世帯を限定して配付する議案を市議会に提出したがまた否決された。